# James Hook
James William Hook (Port Talbot, 27 giugno 1985) è un ex rugbista a 15 e allenatore di rugby a 15 britannico, che giocava principalmente nel ruolo di mediano d'apertura, ma spesso schierato anche come estremo o centro. A livello internazionale ha disputato 81 incontri con il Galles, partecipando inoltre al Tour dei British and Irish Lions 2009. Dal 2020 è l'allenatore delle skills degli Ospreys.

## Biografia
Hook è nato nella cittadina industriale di Port Talbot nella parte meridionale del Galles, secondo di tre figli. Suo fratello Mike Hook fu anch'egli un giocatore professionista di rugby, mentre sua sorella Naidine una forte giocatrice di Netball. Richard, il padre, è un paramedico mentre la mamma, Sian, è una casalinga.
Hook ebbe come idoli d'infanzia Neil Jenkins e Robert Jones - il primo per la sua abilità nel calciare, mentre il secondo perché ricopriva la posizione preferita di Hook, ovvero il mediano di mischia, ruolo che anch'egli ricoprì all'età di dieci anni nel West Wales.
Hook frequentò la Glan Afan Comprehensive School nel centro di Port Talbot e il Neath College dove conobbe Martin Roberts.

Hook ha cominciato la sua carriera nell'Aberavon Quins RFC. In seguito passa al Corus RFC e al Neath RFC, dove è il detentore del maggior numero di punti realizzati in una stagione per il club. Nel 2004 è passato al team regionale degli Ospreys, con il quale ha vinto 2 Celtic League (2005, 2007) e una coppa Anglo-Gallese (2008).
Nel novembre 2010 venne comunicato che Hook non avrebbe firmato un'estensione del proprio contratto con gli Ospreys. Nel gennaio 2011, James annunciò che a partire dalla stagione 2011-2012 si sarebbe accasato con la squadra degli Arlequins Parpignon e il 26 gennaio il trasferimento fu ufficializzato. Tutto ciò nonostante i numerosi avvertimenti da parte del coach della nazionale gallese Warren Gatland di una possibile non convocazione in caso Hook avesse abbandonato gli Ospreys.

### Nazionale
Dopo prestazioni eccellenti nel Galles under-21, Hook ha giocato nel Galles VII nei XVIII Giochi del Commonwealth (2006), segnando la meta vincente nella finale contro il Sudafrica.
L'11 giugno 2006 ha fatto il suo debutto con la nazionale di rugby XV. Hook è stato fatto entrare nel corso della partita contro l'Argentina dal coach Gareth Jenkins e ha segnato una meta. Il debutto casalingo è invece del 4 novembre successivo contro l'Australia come sostituto dell'infortunato Stephen Jones. In quell'occasione Hook ha messo a segno 13 punti, permettendo alla sua squadra di pareggiare 29-29 ed è stato nominato Man of the Match.
Durante il Sei Nazioni è stato quasi sempre impiegato come tre quarti centro piuttosto che come mediano d'apertura, sua posizione preferita. Questo non gli ha permesso di essere veramente incisivo nel corso del torneo. Nell'ultima partita, quella contro l'Inghilterra, è stato comunque schierato mediano d'apertura. In quell'occasione ha segnato 22 punti ed è stato fondamentale per la vittoria gallese 27-18, venendo nominato Man of the Match. Sempre in quell'occasione  ha completato il suo primo "full house", segnando un drop, una punizione una meta ed una conversione.
Nel 2007 ha preso parte alla Coppa del Mondo, uscendo però dopo il primo turno.
Nel Sei Nazioni 2008, schierato sempre come mediano d'apertura, è stato fondamentale per la vittoria del torneo con il Grande Slam.
Malgrado la sua giovane età appare già nella classifica dei giocatori con il maggior numero di punti per il Galles.